# 石田幹之助
石田 幹之助（いしだ みきのすけ、1891年12月28日 - 1974年5月25日）は、日本の歴史学者・東洋学者。國學院大學や大正大学、日本大学などで教授を務めた。芥川龍之介とは、一高同期の友人だった。

## 経歴
出生から修学期
1891年、千葉県千葉市で生まれた。麻布中学校から第一高等学校を経て、東京帝国大学文科大学東洋史学科に進み、1916年（大正5年）に卒業。
東洋学研究者として
卒業後は東京大学に残り、史学研究室副手となった。学術調査で当時の中華民国に渡り、モリソン文庫の受託・創設に当たった。後年その後身となった財団法人東洋文庫の発展に尽力した。
財団法人国際文化振興会で日本文化の海外紹介にも力を尽した。1942年（昭和17年）に國學院大學教授となり、1946年（昭和21年）に日本大学教授に転じた。
1950年（昭和25年）には、昭和天皇と香淳皇后に「唐代におけるイラン文化の東進について」と題して進講する機会を得た。1962年に退職して再び國學院大學へ戻って教授となった。1959年（昭和34年）に学位論文『唐代文化に及ぼせるイラン文化の影響に関する二、三の研究』を日本大学に提出して文学博士の学位を取得。1968年（昭和43年）、日本学士院会員に選出された。
1974年（昭和49年）、急性肝炎のため自宅で死去。

## 受賞歴・叙勲
- 1960年：日仏文化交流の貢献によってフランス政府から文化功労賞を贈られた。
- 1964年：紫綬褒章
- 1966年：勲三等瑞宝章

## 研究内容・業績
専門は東洋史。『長安の春』で知られる。

## 著作
著書
- 『欧米支那学界現況一斑』東亜研究会(東亜研究講座) 1925
- 『西洋人の眼に映じたる日本』(岩波講座 日本歴史) 国史研究会編、岩波書店 1934
- 『支那に於ける耶蘇教』(岩波講座 東洋思潮：東洋思想の諸問題) 岩波書店 1934
- 『支那文化と西方文化との交流：東洋文化』(岩波講座 東洋思潮：東洋文化の源流及び交流) 岩波書店 1936
- 『欧人の支那研究』(現代史学大系 8) 共立社 1932
  - 増補版 本図書 1946

- 『長安の春』創元社 1941[5]
  - 増訂版 平凡社東洋文庫 1967（榎一雄解説）
    - ワイド版 2006／電子書籍版 2024

  - 講談社学術文庫[6] 1979、復刊2003（井上靖解説）
- 『欧米に於ける支那研究』創元社 1942
- 『南海に関する支那史料』生活社 1945
- 『唐史叢鈔』要書房 1948
- 『東亜文化史叢考』東洋文庫 1973[7]
- 『欧米・ロシア・日本における中国研究』科学書院 1997[8]

著作集
- 『石田幹之助著作集』全4巻、六興出版 1985-1986

1. 『大川端の思ひ出』
2. 『東と西』
3. 『東洋学雑鈔』
4. 『東洋文庫の生まれるまで』

訳書
- 『支那文化論叢』陳衡哲編、監訳、生活社 1942

記念論集
- 『東洋史論叢：石田博士頌寿記念』同古稀記念事業会編 1965

## 参考資料
- 『東方学回想 Ⅵ 学問の思い出〈2〉』刀水書房、2000年[9]